# Jogos Olímpicos de Inverno de 1932
Os Jogos Olímpicos de Inverno de 1932, conhecidos oficialmente por III Jogos Olímpicos de Inverno realizaram-se em Lake Placid, nos Estados Unidos. Contou com a presença de 252 atletas de 17 países competindo em 4 esportes. Os eventos foram disputados entre 4 e 15 de fevereiro.

## Modalidades disputadas
- Bobsleigh
- Combinado nórdico
- Esqui cross-country
- Salto de esqui
- Hóquei no gelo
- Patinação artística
- Patinação de velocidade

Esportes de demonstração
- Curling
- Corrida de cão e trenó
- Patinação de velocidade  feminino

## Países participantes
Um total de 17 Comitês Olímpicos Nacionais enviaram delegação para competir nos Jogos, oito a menos que na edição anterior, devido as ausências da Argentina, Estônia, Iugoslávia, Letônia, Lituânia, Luxemburgo, México e Países Baixos que estiveram presentes em St. Moritz.
Na lista abaixo, o número entre parênteses indica o número de atletas por cada nação nos Jogos:
- GER Alemanha (20)
- AUT Áustria (7)
- BEL Bélgica (5)
- CAN Canadá (42)
- TCH Checoslováquia (6)
- USA Estados Unidos (64)
- FIN Finlândia (7)
- FRA França (8)
- GBR Grã-Bretanha (4)
- HUN Hungria (4)
- ITA Itália (12)
- JPN Japão (16)
- NOR Noruega (19)
- POL Polônia (15)
- ROM Romênia (4)
- SWE Suécia (12)
- SUI Suíça (7)

## Quadro de medalhas
| Ordem | País               | Medalha de ouro | Medalha de prata | Medalha de bronze |    |
| ----- | ------------------ | --------------- | ---------------- | ----------------- | -- |
| 1     | USA Estados Unidos | 6               | 4                | 2                 | 12 |
| 2     | NOR Noruega        | 3               | 4                | 3                 | 10 |
| 3     | CAN Canadá         | 1               | 1                | 5                 | 7  |
| 4     | SWE Suécia         | 1               | 2                |                   | 3  |
| 5     | FIN Finlândia      | 1               | 1                | 1                 | 3  |

Fonte: Comitê Olímpico Internacional (Quadro de medalhas - Lake Placid 1932)